# Achaetobotrys
Achaetobotrys — рід грибів родини Antennulariellaceae. Назва вперше опублікована 1963 року.